# Anisodactylus rusticus
Anisodactylus rusticus es una especie de escarabajo del género Anisodactylus, categorizada en la tribu Harpalini, de la subfamilia Harpalinae. Fue descrita por Say en 1823.

## Descripción
Mide 7,8-12,2 mm de longitud.

## Distribución
Se distribuye por América del Norte: Estados Unidos y Canadá.